# مقام (موسیقی)
مقام یک نوع طبقه‌بندی موسیقی است که در دوره‌های مختلف تاریخ از جمله دوران معاصر، برای طبقه‌بندی موسیقی ایرانی، ترکی، عربی و موسیقی‌های مرتبط (نظیر آذربایجانی، ترکمنی و کردی) به کار می‌رفته است یا می‌رود.
ماهیت و تقسیم‌بندی مقام‌ها در طول تاریخ ثابت نبوده، و بین موسیقی ایرانی، ترکی و عربی نیز کاملاً مطابقت ندارد اگر چه اشتراکات زیادی بین آن‌ها وجود دارد. در معتبرترین متون، تعداد مقام‌های اصلی در موسیقی ایرانی ۱۲، در موسیقی ترکی ۱۳، و در موسیقی عربی تا ۱۴ عدد ذکر شده است.
تحولاتی که در تئوری موسیقی مناطق مختلف خاورمیانه در سده‌های هجدهم تا بیستم میلادی رخ داده، منجر به طبقه‌بندی‌های مختلف برای مقام‌ها، و شکل‌گیری روش‌های مختلفی برای نت‌نویسی مقام‌ها شده است. در موسیقی عربی و ترکی این تحولات با بازآرایی مقام‌ها در گروه‌های جدیدتر همراه بوده، و در موسیقی ایرانی مفهوم مقام با مفهوم دستگاه جایگزین شده است.

## تعریف
لفظ مقام یا پرده برای طبقه‌بندی انواع موسیقی ایرانی، ترکی، عربی و آذربایجانی، بر اساس ساختار اجرایی آن‌ها به کار رفته است. مقام در واقع مجموعهٔ نغمه‌هایی است که تحت فواصل مشخص و از پیش تعیین‌شده سازمان یافته‌اند.
مفهوم مقام در موسیقی این مناطق، با مفهوم مد در موسیقی یونان باستان نزدیکی دارد، و برخی آن را با راگا در موسیقی هندی، پاتت در موسیقی جاوه، تیائو در موسیقی چین، شو در موسیقی ژاپن، جو در موسیقی کره، و دیه‌ئو در ویتنام مرتبط دانسته‌اند.

### گستره
نظریهٔ مقام در موسیقی ایرانی، ترکی، عربی، و آذربایجانی به کار رفته است. برخی پژوهشگران برای گستره‌ای از موسیقی که مقام در آن به کار رفته از لفظ «موسیقی جهان اسلام» استفاده می‌کنند.

## تاریخچه
ایجاد مقام‌ها یا پرده‌های موسیقی را به باربد نسبت می‌دهند؛ در زمان او که در دربار خسرو پرویز خنیاگر بوده، شمار پرده‌ها هفت بوده است. گفته شده پس از او، شاگردی از شاگردانش عدد آن‌ها را به دوازده رسانده است. برخی منابع، هفت خسروانی را به او نسبت می‌دهند و از برخی از آن‌ها، نام می‌برند. در یک منبع از شش‌تای آن‌ها نام برده شده که عبارتند از سکاف، امرسه، مادراروسنان، شایکاد، شیشم و جوبعران. در منبعی دیگر، این مقام‌ها هشت کروف خوانده شده که عبارتند از بندستان، بهار، ابرین، ابرینه، ماذرواسبان، شسم، القبه و اسبراس.
ابن سینا برای اولین بار در کتاب شفا از اصفهان، نوا و سلمک نام برده است. فارمر معتقد است از قرن سوم هجری به بعد، اصطلاحات موسیقی ایرانی، به موسیقی عربی وارد شده‌اند و نخست، الحانی پذیرفته شدند که با گام‌های اصابع عربی سازگار بودند و سپس، همه الحان، وارد شدند. پس از ابن‌سینا، در دیوان شعرا، به مقام‌ها و پرده‌ها اشاره شده است. نخستین کسی که به صراحت از پرده‌ها نام می‌برد، کیکاووس بن اسکندر نویسنده قابوس‌نامه (۴۵۷ق) است.
تا اواسط قرن هفتم هجری (معادل قرن سیزدهم میلادی)، در موسیقی ایرانی نظام تقریباً یکسانی به‌خصوص در خراسان بزرگ رایج بوده است. در این نظام، دوازده پرده (مقام) و شش شعبه (آوازه) وجود داشته است و پرده راست، مادر پرده‌های دیگر بوده است. پس از صفی‌الدین ارموی، تقسیم‌بندی تازه‌ای ظهور می‌کند که طی آن، عشاق پرده مادر می‌شود و اسامی برخی پرده‌ها نیز تغییر می‌کند. جامایف، سیستم قبل از ارموی را پرده‌ای و پس از او را مقامی می‌خواند.
ساختار موسیقی عربی پیش از اسلام چندان روشن نیست. آنچه مشخص است آن است که تا پیش از اسلام، نواختن موسیقی به خصوص در شبه جزیرهٔ عربستان محدود به زنان و کنیزان بوده است و نوازندگی و خوانندگی مردان تنها پس از اسلام رواج یافته است. حتی در این دوران هم موسیقی توسط بسیاری از مسلمانان مقید جزو ملاهی (از لهو، به معنی خوشی نامشروع) دانسته می‌شده است. اولین مرد عربی که از راه موسیقی پیشه‌وری می‌کرده، «شَعیب خثیر» نام‌داشته که فرزند یک بردهٔ اهل ایران بوده و با موسیقی ایرانی هم آشنایی داشته است.
موسیقی عربی در ابتدای خلافت عباسیان رشد زیادی کرد و یک «دوران طلایی» داشت. این رشد متأثر از دیدگاه شیعیان و نیز تحت تأثیر فرهنگ علمی یونان بود که در این دوران در شبه جزیرهٔ عربستان نفوذ بیشتری کرد. تا پیش از قرن دهم میلادی، هشت مقام در موسیقی عربی تعریف شده بود که نامگذاری آن‌ها بر طبق موقعیت انگشتان روی سازهای زهی تعریف می‌شد و هفت‌تا از آن‌ها با مدهای موسیقی یونانی (یا موسیقی کلیسایی) مطابقت داشتند. تقسیم‌بندی موسیقی عربی به جنس در این دوران انجام شد که آن را به «اسحاق الموصلی» نسبت می‌دهند.
در این دوران خوانندگی نزد زنان نیز رواج داشت که نام برخی از این خوانندگان و ترانه‌سرایان زن در هزار و یک شب آمده است.
در موسیقی ترکی تا دورهٔ عثمانی، همان روال موسیقی عربی به کار گرفته می‌شده است. در اواخر دورهٔ عثمانی، سه موسیقی‌دان مطرح با نام‌های رئوف یکتا بی، صوفی ازگی و حسین سعدالدین آرل نظام تئوری موسیقی ترکی را متحول کردند و نتیجهٔ کار آن‌ها با تغییری اندک تا امروز استفاده می‌شود.

### نام
واژهٔ مقام به معنای امروزی، احتمالاً اولین بار در قرن هفتم هجری توسط قطب‌الدین شیرازی در رسالهٔ درة التاج لغرة الدباج به کار رفته است، اگر چه برخی اولین کاربرد را به عبدالقادر مراغی (موسیقی‌دان قرن نهم هجری) نسبت داده‌اند.
در متون مربوط به موسیقی ایران، واژه‌های «مقام»، «پرده»، «شَد» (و جمع آن «شَدود») و «دور» (و جمع آن «ادوار») همگی برای توصیف یک مفهوم به کار رفته‌اند اما از آنجا که این متون تعریف دقیقی برای هر کدام از این واژه‌ها ارائه نکرده‌اند معلوم نیست آیا این عبارات مترادف بوده‌اند یا خیر، اگر چه شواهد نشان می‌دهند که تا قرن هشتم هجری احتمالاً همهٔ آن‌ها به یک معنی به کار می‌رفته‌اند و تدریجاً با نفوذ زبان عربی به فارسی، «مقام» رواج بیشتر پیدا کرده است. پس از این دوران، مفهوم مقام در موسیقی ترکیه تغییر می‌کند و نزدیکی‌اش را با مفهوم مد در موسیقی غربی حفظ می‌کند، حال آن که در موسیقی ایرانی نزدیک‌ترین مفهوم به آن، گوشه است و نه مقام. در عین حال، به عقیدهٔ برخی موسیقی‌دانان، مقام‌های قدیمی همینک خودشان را در غالب گوشه‌های دستگاه‌های مختلف موسیقی ایرانی حفظ کرده‌اند. دیگر واژه‌هایی که برای توصیف مقام‌ها در متون قرون وسطی (که عمدتاً به زبان عربی نوشته شده‌اند) به کار رفته عبارتند از: جمع، نغمه، دور، اسابیع، طریقه، آواز، شعبه، طِباع، لحن یا الحان، و اصول. پیش از صفی‌الدین ارموی، واژهٔ «پرده» را به‌جای «مقام» به‌کار می‌بردند. محمدبن محمود نیشابوری، ۱۲ پرده برای موسیقی ذکر کرده است. در عربی این دوازده پرده را «ادوار مشهوره» یا «شدود» می‌خوانده‌اند. اولین بار، قطب‌الدین شیرازی، «مقامات» را به جای «ادوار» استفاده کرده است و عبدالقادر مراغه‌ای، مقام را هم‌معنی و در کنار پرده به‌کار برده است. امروزه، پرده به معنای «دستان» یا پرده روی سازهاست.
استفاده از لفظ «دور» برای توصیف مقام، اشاره به آن داشته که مقام باید فاصلهٔ یک دور کامل (یک اکتاو) را پوشش بدهد؛ هر دور شامل یک فاصلهٔ چهارم درست و یک فاصلهٔ پنجم درست است. صفی‌الدین ارموی و عبدالقادر مراغی هر دو از لفظ «دور» برای این مفهوم استفاده کرده‌اند. فاصلهٔ اکتاو در متون ارموی و مراغی با لفظ «ذی‌الکل»، و فواصل چهارم درست و پنجم درست نیز به ترتیب با نام «ذی‌الاربع» و «ذی‌الخمس» ذکر می‌شده‌اند. مراغی همچنین می‌نویسد که ارموی هر سهٔ این‌ها را مقام می‌دانسته اما از نظر مراغی تنها یک دور کامل، مقام بوده است.
محمدرضا لطفی، ریشهٔ نام مقام را در واژهٔ عربی «مِقام» (با کسره) می‌داند که به معنای جای ایستادن، رتبه یا پایه بوده است.

## موسیقی ایرانی
مفهوم مقام در موسیقی ایرانی در دوره‌های مختلف تحول داشته است. پیش از ورود اسلام، از لفظ پرده برای توصیف مفهومی استفاده می‌شود که امروزه با نام مقام شناخته می‌شود، اگر چه اینکه این دو مفهوم یکی باشند مورد توافق همه نیست. از حدود سدهٔ دهم هجری به این سو، اسنادی هست که در آن تعداد مقام‌ها دوازده مورد ذکر شده و نام‌هایشان با آنچه در تمام متون بعدی هست، مطابقت زیادی دارد.

### پیش از مقام‌های دوازده‌گانه

اجناس موسیقی ایرانی، بر اساس تقسیم‌بندی عبدالقادر مراغی، نقل شده توسط فرهاد فخرالدینی. فواصل دوم بزرگ، دوم نیم‌بزرگ و دوم کوچک به ترتیب با حروف ط، ج‍ و ب نشان داده شده‌اند.

پیش از ورود اسلام و در دورهٔ سلسلهٔ ساسانیان، آهنگ‌های منسوب به «باربد» شامل «هفت خسروانی»، «سی لحن» و «سیصد و شصت دستان» بوده که با هفت روز هفته، سی روز ماه و سیصد و شصت روز سال مطابق بوده است؛ یعنی هر برنامه موسیقی شامل یک خسروانی، یک لحن و یک دستان بوده است. حکیم نظامی گنجوی در منظومه «خسرو و شیرین» سی لحن باربد را به نظم درآورده است. محمد بن محمود بن محمد نیشابوری هم در رسالهٔ موسیقی خود (قرن ششم هجری) ابداع هفت پردهٔ موسیقی را به باربد نسبت می‌دهد.
نیشابوری در همین رساله از شخصی با نام «سعیدی» نام می‌برد که هفت پرده را تبدیل به دوازده پرده می‌کند:
هر چه باربد ساخت و بزد هفت پرده بیش نبود بموافق هفت کواکب. چون سعیدی فرا رسید پرده به دوازده کرد در خدمت شاه شروه [شیرویه] و او [سعیدی] شاگرد باربد بود— محمد بن محمود بن محمد نیشابوری، سده ششم هجری
هویت سعیدی به‌طور قطع مشخص نیست اما در منابع دیگر با نام «مولانا سعید» و «سعدی» هم به وی اشاره شده و گفته شده که او شاگرد «مولانا بایزید» (نام تحریف شدهٔ باربد) در دربار شاه شیرویه بوده، و مقامات را به دوازده رسانده است. همچنین در رسالهٔ بهجت الروح هم از شخصی مشابه با عنوان «سعد الدین محیی آبادی» یاد شده است:
... و این هفت مقام تا زمان یزدجرد شهریار [یزدگرد سوم آخرین پادشاه ساسانی] بود تا آنکه سعدالدین محیی آبادی که در فن موسیقی مهمات تمام داشت، مقامات را به دوازده رسانید در مقابل دوازده برج افلاک.— عبدالمومن بن صفی‌الدین در رسالهٔ بهجت الروح
تاریخ نگارش بهجت الروح مشخص نیست اما احتمالاً به قبل از قرن دهم هجری بر می‌گردد. هویت «سعیدی» هر چه باشد، بین این روایات توافق هست که او که در زمان ساسانیان می‌زیسته، بنیان‌گذار مکتب دوازده مقامی در موسیقی ایران است. این در حالی است که برخی روایات جدیدتر (که پس از قرن دهم هجری نوشته شده‌اند) چنین می‌نویسند که مقامات را فیثاغورث ایجاد کرده بوده، تعدادشان هشت عدد بوده، و افزودن چهار مقام بعدی و رسیدن به دوازده را به موسیقی‌دانان پس از اسلام نظیر شیخ صفدی (که احتمالاً در قرن دهم می‌زیسته) نسبت می‌دهند، از جمله فرصت الدوله شیرازی که در بحور الالحان (که اولین بار در ۱۲۹۳ قمری در بمبئی چاپ شد) می‌نویسد:
روایتی دیگر است از قول حکیم فیثاغورث که مقامات هشت بوده، بدین ترتیب: تشق، بوسلیک، راست، عراق، اصفهان، رهوای، حسینی، حجاز. و بعد استاد صفدی و خواجه شمص الدین محقق چهار مقامات دیگر را استخراج نمودند.— فرصت الدوله شیرازی در رسالهٔ بحور الالحان
نخستین کسی که به‌طور صریح از پرده‌ها (نامی که در متون قدیمی برای مقام‌ها به کار می‌رفته) سخن گفته، عنصرالمعالی است که فصل سی و ششم کتاب قابوسنامه (مورخ ۴۷۵ قمری) از ده پرده نام می‌برد:
نخست بر پردهٔ راست چیزی بگوی پس بر رسم هر پرده چون پردهٔ ماده و پردهٔ عراق و پردهٔ عشاق و پردهٔ زیرافگند و پردهٔ بوسلیک و پردهٔ سپاهان و پردهٔ نوا و پردهٔ بسته و پردهٔ راهوی شرط مطربی به جای آر— عنصرالمعالی در قابوسنامه

#### جنس
در طبقه‌بندی و تشریح موسیقی ایرانی به شکل مقام‌ها، ابونصر فارابی، ابن سینا، صفی‌الدین ارموی و عبدالقادر مراغی نقش بسزایی داشته‌اند. فاصلهٔ نت‌ها در متون ایشان با استفاده از اصطلاحاتی نظیر «طنینی» (مخفف = ط، معادل دوم بزرگ)، «مجنب» (مخفف = ج‍، معادل دوم نیم‌بزرگ) و «بقیه» (مخفف = ب، معادل دوم کوچک) و برای دستهٔ ساز عود تعریف می‌شد. عبدالقادر مراغی با استفاده از این فواصل، یک دانگ را به هفت شکل تقسیم می‌کند که به هر کدام یک جنس (و در حالت جمع، اجناس) گفته می‌شود؛ به عقیدهٔ فرهاد فخرالدینی جنس معادلی است برای آنچه در موسیقی غربی مد نامیده می‌شود.
در موسیقی قدیم ایران، علاوه بر دوازده مقام اصلی و شش آواز (که در پایین توضیح داده شده‌اند)، بیست و چهار شعبه نیز وجود داشته است. این شعبات توالی‌هایی از دو نت تا هشت نت بوده‌اند و نامشان عبارت بوده از: دوگاه، سه‌گاه، چهارگاه، پنج‌گاه، عَشیرا، نوروز عرب، ماهور، نوروز خارا، بیاتی، حصار، نَهُفت، عُزّال، اوج، نیریز (نیرز)، مُبَرقَع، رکب، صبا، همایون، زابل (زاول)، اصفهانک، بسته‌نگار، خوزی، نهاوند، و مُحَیّر. در برخی منابع گفته شده است که این شعبات را به گوشه‌ها نیز بازمی‌خواندند بعد از تحول مقام به دستگاه برخی از دستگاه‌ها (نظیر سه‌گاه، چهارگاه، راست پنج‌گاه، و همایون) نامشان را از همین شعبات گرفتند، و مفهوم گوشه نیز تغییر کرد.

#### تحول پرده به مقام
همچون تحول مقام به دستگاه، که روندی است که مورد توافق بیشتر پژوهشگران موسیقی ایرانی است، برخی از پژوهشگران، از جمله امیرحسین پورجوادی، به «تحول پرده به مقام» نیز اعتقاد دارند. مطابق این نظریه، موسیقی ایران تا پیش از اسلام و در اوایل دوران پس از اسلام، بر مبنای «نظام پرده‌ای» بوده است، که شرح آن در آثار افرادی همچون محمد بن محمود نیشابوری وجود دارد. در این نظام، از بین دوازده پردهٔ اصلی، پردهٔ «راست» اصلی بوده است. اما از حوالی قرن هفتم هجری این نظام با «نظام مقامی» جایگزین می‌شود که به تفصیل توسط صفی‌الدین ارموی و پیروانش شرح داده شده است. در این نظام، مقام «عشاق» مقام اصلی دانسته می‌شده و در بین ادوار به عنوان دایرهٔ اول شناخته می‌شده است، و جایگاه راست به دایرهٔ چهلم تغییر یافته است. از این دیدگاه، اگر چه برای مقام‌های موسیقی می‌توان در نظام پرده‌ای ریشه‌هایی یافت، اما لفظ مقام را می‌بایست تنها برای این نظام جدید که زمان ارموی به کار گرفته شده است به کار برد.

### مقام‌های دوازده‌گانه
| مقام     | درجات |
| -------- | ----- |
| عشاق     |       |
| نوا      |       |
| بوسلیک   |       |
| راست     |       |
| حسینی    |       |
| حجاز     |       |
| رهاوی    |       |
| زنگوله   |       |
| عراق     |       |
| اصفهان   |       |
| زیرافکند |       |
| بزرگ     |       |

در موسیقی ایران تا زمان ابن سینا (درگذشته در ۱۰۳۷ میلادی) دوازده مقام تعریف شده بود که نام‌های خیال‌پردازانه‌تری از هشت مقام موسیقی عربی داشتند؛ این دوازده مقام عبارت بودند از عشاق، نوا، بوسلیک، راست، عراق، اصفهان، زیرافکند، بزرگ، زنگوله، رهاوی، حسینی، و حجازی. در متون معاصر هم همین نام‌ها برای مقام‌های اصلی به کار می‌رود جز آن که از آخری با نام «حجاز» یاد می‌شود.
نام این مقام‌ها در طول تاریخ ثابت نبوده است. برای نمونه، در کتاب تذکرهٔ مرآةالخیال نام زیرافکند به صورت «زیرافکن» آمده است، و نام حجاز به صورت «حجازی»؛ همچنین به جای دو مقام اصفهان و بزرگ یک مقام با نام «اصفهان بزرگ» برشمرده شده است.
از بین مقام‌های دوازده‌گانه، مقام راست تا مدت‌ها مقام اصلی دانسته می‌شده است. نیشابوری در رسالهٔ خود صریحاً می‌نویسد که «پردهٔ راست شاه همهٔ پرده‌هاست و همهٔ پرده‌ها از وی گرفته‌اند». بسیاری دیگر از متونی که قبل از صفی‌الدین ارموی نوشته شده‌اند نیز پردهٔ راست را مادر همهٔ پرده‌ها می‌دانسته‌اند. اما ارموی این برتری را برای عشاق قائل می‌شود و آن را «دائرة الاولی» می‌نامد. البته این احتمال وجود دارد که پردهٔ راست نیشابوری با پردهٔ راست ارموی تفاوت داشته‌اند. با این حال، در یکی از رساله‌های گمنام که احتمالاً متعلق به قرن یازدهم هجری است (که احتمالاً مصادف با شروع تحول مقام به دستگاه است)، چنان ذکر شده که موسیقی ایرانی تنها چهار دستگاه اصلی دارد و یکی از آن‌ها دستگاه نوا است که «با همه پرده آشنا و بر همه مقام مألوف است».
به جز دوازده مقام اصلی، مقام‌های دیگری هم وجود داشته‌اند، که برخی از آن‌ها همینک جزو مقام‌های موسیقی عربی حفظ شده‌اند. مهدی برکشلی به نقل از علی جرجانی در شرح الادوار صفی‌الدین ارموی سی و دو مقام دیگر را نام می‌برد: صبا، عذرا، دوستکانه، معشوق، خوش‌سرا، خزان، نوبهار، وصال، گلستان، غم‌زده، مهرگان، دلگشا، بوستان، زنگوله (متفاوت از مقام اصلی زنگوله)، مجلس‌افروز، نسیم، جان‌فزا، مُحَیّر، حجازی (متفاوت از مقام اصلی حجاز)، زنده‌رود، عراق (متفاوت از مقام اصلی عراق)، زیرافکند کوچک، مزدکانی، نَهُفت، اصفهانک، عُزّال، وامق، نوروز عرب، ماهوری، فرح، بیضا، و خضرا.
از سوی دیگر، فرصت‌الدوله شیرازی در بحورالالحان روایتی را نقل می‌کند که مطابق آن، مقام‌های اصلی در واقع ابداع فیثاغورث بوده و تنها هشت عدد بوده‌اند (عشاق، بوسلیک، راست، عراق، اصفهان، رهاوی، حسینی و حجاز)، و چهار مقام باقی‌مانده بعداً توسط استاد صفدی و خواجه شمس‌الدین محقق استخراج شده‌اند (نوا از عشاق، زنگوله از راست، بزرگ از عراق، و کوچک از اصفهان). وی همچنین ذکر می‌کند که برای کوچک نام «زیرافکن»، برای رهاوی نام «بسته‌نگار»، برای حسینی نام «زیرکش» و برای زنگوله نام «نهاوند» به کار می‌رفته است.

#### ارتباط با منطقةالبروج و ساعات روز
فرصت‌الدوله در بحورالالحان می‌نویسد که «قدما» چنین اعتقاد داشته‌اند که مقام‌های دوازده‌گانه بر اساس ماه‌های سال استخراج شده‌اند و «به خیالات خودشان» هر مقام را به یک ماه منسوب می‌کرده‌اند: راست به برج حمل، اصفهان به برج ثور، عراق به برج جوزا، کوچک به برج سرطان، بزرگ به برج اسد، حجاز به برج سنبله، بوسلیک به برج میزان، عشاق به برج عقرب، حسینی به برج قوس، زنگوله به برج جدی، نوا به برج دلو، و رهاوی به برج حوت منتسب می‌شده است. همچنین معتقد بودند که اگر هر مقامی در ساعت خاصی خوانده شود، آثار آن به خصوص در شفای بیماران بیشتر خواهد بود، به این شرح: رهاوی پیش از طلوع آفتاب، حسینی در ابتدای صبح، عراق در نیمروز، راست در وقت ظهر، کوچک در بعد از ظهر، بوسلیک در عصر، عشاق در زمان غروب آفتاب، زنگوله در ابتدای شب، حجاز و بزرگ به ترتیب پس از آن، نوا در نیمه شب و اصفهان در آخر شب. اما برخی دیگر ترتیبی دیگر قائل بوده‌اند به این شرح: رهاوی پیش از طلوع آفتاب، راست در ابتدای صبح، عراق در نیمروز، مخالف در ظهر، بوسلیک در بعد از ظهر، عشاق نزدیک غروب آفتاب، مخالفک و اصفهان و نهاوند به ترتیب پس از آن، و حسینی در آخر شب.

#### احساس
برای مقام‌ها مختلف بار احساسی مختلفی قائل می‌شده‌اند. عشاق و بوسلیک و نوا را با قدرت و شجاعت مرتبط می‌دانستند، راست و اصفهان و نوروز و عراق را دارای حالتی لطیف و فرح‌افزا، حسینی و حجاز را صاحب شوق و ذوق، و بزرگ و کوچک و زنگوله و رهاوی را دارای حس اندوه و سستی.

#### شعبات بیست‌وچهارگانه
| راست             | راست            | اصفهان              | اصفهان            | عراق               | عراق               |
| ---------------- | --------------- | ------------------- | ----------------- | ------------------ | ------------------ |
| مبرقع (۵ نغمه)   | پنج‌گاه (۵ نغمه) | نیریز (۵ نغمه)      | نیشابورک (۵ نغمه) | مخالف (۵ نغمه)     | مغلوب (۵ نغمه)     |
| کوچک             | کوچک            | بزرگ                | بزرگ              | حجاز               | حجاز               |
| رکب (۶ نغمه)     | بیاتی (۵ نغمه)  | همایون (۴ نغمه)     | نهفت (۱۰ نغمه)    | سه‌گاه (۳ نغمه)     | حصار (۸ نغمه)      |
| بوسلیک           | بوسلیک          | عشاق                | عشاق              | حسینی              | حسینی              |
| عشیران (۱۰ نغمه) | صبا (۵ نغمه)    | زابل (۳ نغمه)       | اوج (۸ نغمه)      | دوگاه (۲ نغمه)     | محیر (۸ نغمه)      |
| زنگوله           | زنگوله          | نوا                 | نوا               | راهوی              | راهوی              |
| چهارگاه (۴ نغمه) | عُزّال (۵ نغمه)   | نوروز خارا (۵ نغمه) | ماهور (۶ نغمه)    | نوروز عرب (۶ نغمه) | نوروز عجم (۶ نغمه) |

هر مقام دارای دو شعبه دانسته می‌شده، که به گفتهٔ فرصت‌الدوله قدمان آن را «به اوهامشان» با بیست‌وچهار ساعت شبانه‌روز مرتبط می‌کرده‌اند. این شعبه‌ها احتمالاً توسط خواجه ابراهیم و اسحاق موصلی وضع شده بودند. هر شعبه هم شامل چند نغمه می‌شده است.

### طبقات هفده‌گانه
دوازده مقام یادشده (و مقامات دیگر) در موسیقی قدیم ایران از هفده درجه یا مایه اجرا می‌شدند؛ مثلاً مقام عشاق در هر یک از درجات هفده‌گانهٔ گام صفی‌الدین ارموی نوشته می‌شده است. بر این اساس هر مقام شامل هفده طبقه بوده و در مجموع دویست و چهار طبقه (۱۲ مقام × ۱۷ طبقه) به دست می‌آمده است. کامل‌ترین ساز برای اجرای این هفده طبقه، عود بوده است؛ این ساز پرده نداشته در نتیجه اجازهٔ اجرای تمام نت‌ها را به نوازده می‌داده است. مکان انگشت‌گذاری برای اجرای این مقام‌ها روی پنج سیم عود، با استفاده از ترکیبی از حروف ابجد نمایش داده می‌شده است؛ اما در عمل از تمام این طبقه‌ها استفاده نمی‌شده بلکه فقط حالاتی که انگشت‌گذاری ساده‌تری دارند مورد استفاده بوده‌اند.

### آوازهای شش‌گانه
در کنار دوازده مقام موسیقی ایرانی، از شش آواز یا به اصطلاح آوازات سته هم در متون کهن مربوط به موسیقی ایران نام رفته است. عبدالقادر مراغه‌ای در جامع‌الالحان این شش آواز را چنین نامیده است: کواشت [=گِوَشت]، کردانیا [=گردانیه]، نوروز (یا نوروز اصل)، سَلمک، مائه [=مایه]، و شهناز. (پس از تحول مقام به دستگاه، این تقسیم‌بندی تغییر کرده و اینک شش آواز در موسیقی دستگاهی ایران شناخته می‌شود: ابوعطا، افشاری، بیات ترک، بیات کرد، اصفهان و دشتی.)
هر آواز، از ترکیب بخش‌های از دو مقام به دست می‌آمده است. در بحورالالحان آمده است که «سلمک را از پستی اصفهان و بلندی زنگوله گرفته‌اند … و گردانیه از پستی عشاق و بلندی راست خیزد … و نوروز اصل از پستی بوسلیک و بلندی حسینی خیزد … و گوشت از پستی حجاز و بلند نوا برخاسته … و مایه از پستی کوچک و بلندی عراق خیزد … و شهناز از پستی بزرگ و بلندی رهاوی خیزد.»
از بین آوازهای شش‌گانهٔ قدیم، مائه از این جهت قابل توجه است که می‌توان آن را یکی از مدهای گام پنتاتونیک به‌شمار آورد؛ اهمیت آن از این جهت است که این گام (که در موسیقی غربی با سبک راک رواج یافت) در زمان صفی‌الدین ارموی در موسیقی ایران به کار می‌رفته است.
محمدرضا لطفی در تحلیل متون ارموی و مراغه‌ای به این نتیجه رسیده که آوازها در واقع همان دورهای ناکامل هستند، یعنی مقام‌هایی که یک فاصلهٔ اکتاو کامل رو پوشش نمی‌دهند و فقط یک چهارم درست یا پنجم درست اندازه دارند.

### تحول مقام به دستگاه
در فاصلهٔ قرن چهارم تا نهم هجری، موسیقی علمی ایران وضعیت خوبی داشته و بیشتر فلاسفه و دانشمندان آن زمان در کتاب‌ها و رساله‌ها مبحثی را هم به موسیقی اختصاص می‌داده‌اند. در قرن نهم هجری با تبعیت حکام ایرانی از متعصبین بانفوذی که مخالف موسیقی بودند، رشد علمی موسیقی در ایران متوقف شد و در همین حال تغییرات و جابه‌جایی‌های بسیاری در موسیقی ایران صورت گرفت.
از زمان ناصرالدین شاه قاجار، موسیقی دوباره تا حدودی مورد توجه قرار گرفت. برخی پژوهشگران معتقدند که در این دوره موسیقی ایرانی به سمت قالبی شدن رفت (به معنای تمرکز روی قالب موسیقایی)، مقام‌های ایرانی تحت عنوان دستگاه‌ها بازآرایی شدند و این دستگاه‌ها خود به قطعات کوچکتری تقسیم یافتند که می‌شد هر کدام را جداگانه تعلیم داد (شکل‌گیری ردیف موسیقی ایرانی). به عقیدهٔ داریوش طلایی بنیانگذاران ردیف لزوماً به دنبال نظم دادن به سیستم مُدال نبودند و بنابراین رابطهٔ ردیف‌ها با مدها مشخص نشده است و نظام آموزشی ردیف دربرگیرندهٔ هیچ تئوری روشنگری نیست.
امروزه در معروف‌ترین ردیف‌های موسیقی ایرانی نظیر ردیف میرزاعبدالله، هفت دستگاه تعریف می‌شود که هر کدام ده‌ها گوشه دارند. با این حال از لحاظ آناتومی (ترتیب و نوع فاصله‌ها)، این دستگاه‌ها کمتر از هفت نوع دانسته می‌شوند. به عقیدهٔ علینقی وزیری، رفتار و حالات دستگاه راست پنجگاه مانند ماهور است و رفتار و حالات دستگاه نوا نیز مانند شور است، که یعنی دستگاه‌ها را می‌توان در پنج خانوادهٔ اصلی طبقه‌بندی کرد. داریوش طلایی در تحقیقاتش به این نتیجه رسیده که با شکستن هر دستگاه به دو دانگ می‌توان تمام ساختارهای مُدال موسیقی ایرانی را با استفاده از تنها چهار دانگ (شور، چهارگاه، ماهور، و نوا/دشتی) طبقه‌بندی کرد.

### مقام‌ها در ادبیات فارسی
در ادبیات فارسی به نام مقام‌های مختلف در قالب شعر و نثر اشاره شده است. نخستین کسی که به صراحت از پرده‌ها نام می‌برد، کیکاووس بن اسکندر نویسندهٔ قابوس‌نامه (۴۵۷ ق) است که در فصل «آیین و رسم خنیاگری»، از ده پرده نام می‌برد. با این حال تا پیش از محمد بن محمود بن محمد نیشابوری، هیچ ادیبی از تمام دوازده مقام موجود نام نبرده است. نیشابوری در رساله‌اش که در اوایل قرن ششم هجری نوشته، از دوازده مقام (یا پرده) با نام‌های راست، مخالف راست، عراق، مخالفک، حسینی، راهوی (رهاوی)، اصفهان، ماده، بوسلیک، نوا، نهاوند (زنگوله)، و عشاق نام می‌برد. نیشابوری همچنین مشخصاً ایجاد مقام‌های اولیه (هفت مقام) را به باربد و افزایش آن‌ها تا دوازده عدد را به شخصی به نام «سعیدی» نسبت می‌دهد که هر دو در دورهٔ ساسانیان می‌زیسته‌اند.
قدیمی‌ترین اثر ادبی که نام تمام دوازده مقام را به شکل امروزی در خود دارد دیوان شمس مولوی است. او در یکی از غزلیاتش یازده مقام (همه به جز نوا) را نام می‌برد و در غزلی دیگر نیز ده مقام (همه به جز بزرگ و کوچک) را به همراه گوشهٔ چهارگاه برمی‌شمرد.

## موسیقی ترکی
| مقام        | درجات |
| ----------- | ----- |
| عشاق        |       |
| نوا / حسینی |       |
| بوسلیک      |       |
| راست        |       |
| حجاز / عزال |       |
| زنگوله      |       |
| چهارگاه     |       |
| همایون      |       |
| کارجیغار    |       |
| کردی        |       |
| سوزناک      |       |

اگرچه طبقه‌بندی موسیقی ترکی نیز مانند موسیقی عربی، عمدتاً در دوران عثمانی رخ داد، اما تقسیم‌بندی متفاوت موسیقی عربی در آن به کار گرفته شد. در قرن نوزدهم سه موسیقی‌دان مطرح با نام‌های رئوف یکتا بی، صوفی ازگی و حسین سعدالدین آرل نظام تئوری موسیقی ترکی را متحول کردند و نتیجهٔ کار آن‌ها با تغییری اندک تا امروز استفاده می‌شود. از همین جهت برخی پژوهشگران معتقدند که نظام تئوری که توسط ازگی و آرل ایجاد شد، در مقایسه با نظام مشابهی که در موسیقی دستگاهی ایران در همان دوره توسط علینقی وزیری ایجاد شد، به مراتب موفق‌تر بوده است.

### مقام‌های سیزده‌گانه
در تئوری موسیقی معاصر، که متأثر از تحقیقات حسین سعدالدین آرل است، شانزده دانگ تعریف می‌شود که هر کدام چهار یا پنج نت دارند، اما شش‌تا از این دانگ‌ها اجناس اصلی دانسته می‌شوند که عبارتند از: چهارگاه، بوسلیک، کردی، راست، عشاق و حجاز. دانگ‌هایی که اصلی دانسته می‌شوند همگی شامل یک فاصلهٔ چهارم درست و یک فاصلهٔ پنجم درست هستند. هر مقام اصلی از ترکیب یک دانگ چهار نتی و یک دانگ پنج نتی به دست می‌آید که در یک نت مشترک هستند. با این حساب، سیزده گام اصلی به دست می‌آید که سیزده مقام اصلی موسیقی ترکی دانسته می‌شوند.
از بین این سیزده مقام، دو جفت آن‌ها ترکیب نت‌هایشان مانند یکدیگر است: ترتیب نت‌های مقام عزال و مقام حجاز دقیقاً یکی است (فقط محل اتصال دو دانگ در آن‌ها تفاوت می‌کند)؛ همچنین ترتیب نت‌های مقام نوا و مقام حسینی هم یکی است (فقط محل اتصال دو دانگ در آن‌ها تفاوت می‌کند)؛ لذا از نظر ترتیب نت‌ها، یازده مقام در موسیقی ترکی به دست می‌آید. مطابق تحقیقات آرل، تمام این مقام‌ها با استفاده از ترکیب همان شش دانگ اصلی قابل ساختن هستند.
به نت محل اتصال جنس پایین و جنس بالا، عموماً «نت قوی» گفته می‌شود. با این حال برخی مقام‌ها نت قوی‌شان روی درجهٔ سوم مقام شناخته می‌شود و از همین رو برخی نظریه‌پردازان به اجناسی که متشکل از تنها سه نت باشند نیز قائل هستند اگر چه کماکان مقام‌های مربوط به آن‌ها را با کمک جنس‌های چهار و پنج‌نتی توصیف می‌کنند. نمونه‌هایی از مقام‌هایی که نت قوی‌شان در درجهٔ سوم قرار دارند عبارتند از سه‌گاه، مستعار، حُزام، و نیشابور، که همگی جزو «مقام‌های ترکیبی» محسوب می‌شوند و در زمرهٔ ۱۳ مقام اصلی قرار نمی‌گیرند.
تعریف و طبقه‌بندی مقام‌های ترکی به شکل ۱۳ مقام اصلی، محصول نظریه‌پردازی‌های رئوف یکتا بی از یک سو و حسین سعدالدین آرل و صوفی ازگی از سوی دیگر بود. رئوف یکتا که در فاصلهٔ ۱۹۲۶ تا ۱۹۳۵ رئیس «کمیتهٔ تثبیت و تصنیف» در دارالالحان بود مقام راست را مبنا قرار داده بود اگر چه در نت‌نویسی آن را با آرل و ازگی اختلاف نظر داشت؛ از نظر رئوف یکتا مقام راست باید به صورت G A B C D E F G نوشته می‌شد (که در آن  نمایانگر «بمل یک کما» است و نت را به اندازهٔ یک کمای هلدری بم می‌کند، ر.ک. ریزپرده). اما آرل و ازگی به اندازه‌های دیگری برای فواصل مقام راست قائل بودند و نهایتاً رئویف یکتا آن را به شکلی G A B C D E F♯ G در نظر گرفت. مهم‌تر آن که در روش نت‌نویسی پیشنهادی یکتا، مقام راست بدون علامت عرضی نوشته می‌شد و در واقع ماهیت پنج خط حامل تغییر می‌یافت تا با مقام راست سازگار باشد. هشت سال پس از درگذشت رئوف یکتا، وقتی آرل رئیس دارالالحان شد (که در آن زمان نامش به «کنسرواتوار محلی استانبول» تغییر کرده بود)؛ همزمان ازگی ریاست کمیتهٔ تثبیت و تصنیف را بر عهده داشت. در این زمان بود که آرل سبک نت‌نویسی را مجدداً تغییر داد به شکلی که معنای نت‌های حامل با آنچه در موسیقی غربی است مطابقت داشته باشد. او مقام چهارگاه را به عنوان مقام اصلی معرفی کرد، اگر چه آنچه او مقام چهارگاه نامید، با چیزی که در تاریخ موسیقی مقام با این نام شناخته می‌شده مطابقت نداشت. مقام چهارگاه خود در طول زمان تغییر کرده بود، و همینک در موسیقی ایرانی و عربی نیز وجود دارد، اما آنچه آرل به عنوان مقام چهارگاه معرفی کرد در واقع همان گام بزرگ موسیقی غربی بود. به بیان دیگر، او گام بزرگ از پایهٔ نت دو (نت موسیقی) را در قالب یک مقام اختراعی ارائه کرد، و برای این مقام اختراعی، نام «چهارگاه» را به کار گرفت که در آن زمان در موسیقی ترکی منسوخ شده بود. اگر چه این مقام جدید به خودی خود مورد استقبال قرار نگرفت، اما از آنجا که پایهٔ نت‌نویسی مقام‌ها به روشی شد که تا امروز هم رایج است، هنوز هم جزو مقام‌های سیزده‌گانه برشمرده می‌شود.
|    | مقام     | ترکیب دانگ‌ها      |
| -- | -------- | ----------------- |
| ۱  | چهارگاه  | چهارگاه + چهارگاه |
| ۲  | بوسلیک   | بوسلیک + حجاز     |
| ۳  | کردی     | کردی + بوسلیک     |
| ۴  | راست     | راست + راست       |
| ۵  | عشاق     | عشاق + بوسلیک     |
| ۶  | حسینی    | عشاق + عشاق       |
| ۷  | نوا      | عشاق + راست       |
| ۸  | حجاز     | حجاز + راست       |
| ۹  | همایون   | حجاز + بوسلیک     |
| ۱۰ | عزال     | حجاز + عشاق       |
| ۱۱ | زنگوله   | حجاز + حجاز       |
| ۱۲ | کارجیغار | عشاق + حجاز       |
| ۱۳ | سوزناک   | راست + حجاز       |

درجات نت‌های یک مقام لزوماً همیشه ثابت نیست. برای مثال در مقام عشاق در حالت بالارونده نت دوم زیرتر اجرا می‌شود تا در حالت پایین‌رونده (یعنی در زمان فرود به نت پایه). همین حالت برای نت‌های اوج و عجم هم ذکر شده است. این تغییر یک پرده‌گردانی نیست؛ هر دو (هم حالت زیرتر و هم حالت بمتر) متعلق به یک مقام دانسته می‌شوند اما زمان اجرای آن‌ها تفاوت دارد (یکی در زمان اوج گرفتن و دیگری در زمان فرود اجرا می‌شود). به حالت پایین آوردن (بم‌تر اجرا کردن) نت در زمان فرود، اصطلاح «جاذبه» گفته می‌شود.
در موسیقی ترکی، برای نت‌ها هم نام‌هایی استفاده می‌شود (جدول زیر)؛ نت‌های اصلی هر یک نام خاص خود را دارند، و دیگر نت‌ها با استفاده از پسوندها و پیشوندهایی در مقایسه با نت‌های اصلی تعریف می‌شوند. [لفظ «کابا» معنای خشن، «نیم» معنای نیمه، «دیک» معنای سربالا و «تیز» معنی جیغ یا صدای زیر می‌دهد]. همچنین مقام‌ها بر اساس نت پایه‌شان توصیف می‌شوند؛ مثلاً مقام راست اگر بر پایهٔ «نت راست» (معادل نت ر) باشد، «در جای خود» توصیف می‌شود، اما اگر بر پایهٔ نت دوگاه (معادل می) باشد «راست روی دوگاه» نام می‌گیرد. به نت پایهٔ هر مقام، که همان آن مقام است، نت ایست گفته می‌شود. ضمناً این نت‌ها یک فاصلهٔ چهارم درست پایین‌تر از چیزی که نوشته می‌شوند، اجرا می‌شوند؛ مثلاً نت «دوگاه» در نت‌نویسی به صورت نت لا نوشته می‌شود اما عملاً ساز به شکلی کوک می‌شود که این نت صدای نت می را می‌دهد.
| نام نت  | کابا چهارگاه | کابا نیم حجاز | کابا حجاز | کابا دیک حجاز | یگاه       | کابا نیم حصار  | کابا حصار   | کابا دیک حصار | حسینی عَشیران | عجم عشیران   | دیک عجم عشیران | عراق      | گَوَشت  | دیک گوشت  |
| نت‌نویسی | G            | G♯‎            | A‎         | A‎             | A          | A♯‎             | B‎           | B‎             | B            | C            | C‎              | C♯‎        | D‎     | D‎         |
| نام نت  | راست         | نیم زیرکلاه   | زیرکلاه   | دیک زیرکلاه   | دوگاه      | کردی           | دیک کردی    | سه‌گاه         | بوسلیک       | دیک بوسلیک   | چهارگاه        | نیم حجاز  | حجاز  | دیک حجاز  |
| نت‌نویسی | D            | D♯‎            | E‎         | E‎             | E          | F              | F‎           | F♯‎            | G‎            | G‎            | G              | G♯‎        | A‎     | A‎         |
| نام نت  | نوا          | نیم حصار      | حصار      | دیک حصار      | حسینی      | عجم            | دیک عجم     | اوج           | ماهور        | دیک ماهور    | گردانیه        | نیم شهناز | شهناز | دیک شهناز |
| نت‌نویسی | A            | A♯‎            | B‎         | B‎             | B          | C              | C‎           | C♯‎            | D‎            | D‎            | D              | D♯‎        | E‎     | E‎         |
| نام نت  | محیر         | سمبله         | دیک سمبله | تیز سه‌گاه     | تیز بوسلیک | تیز دیک بوسلیک | تیز چهارگاه | تیز نیم حجاز  | تیز حجاز     | تیز دیک حجاز | تیز نوا        |           |       |           |
| نت‌نویسی | E            | F             | F‎         | F♯‎            | G‎          | G‎              | G           | G♯‎            | A‎            | A‎            | A              |           |       |           |

### سایر تقسیم‌بندی‌ها
اریک برنارد ادرر، در پایان‌نامهٔ دکترایش در رشتهٔ موسیقی از دانشگاه کالیفرنیا، سانتا باربارا به بررسی مقام‌های موسیقی ترکی در یک فرم خاص این موسیقی موسوم به «تقسیم» پرداخته و مجموعاً ۵۳ مقام در هشت خانوادهٔ مقام به شرح زیر برمی‌شمرد:
- خانوادهٔ مقام راست: راست، رهاوی، سوز دلارا، بسیط سوزناک، نیشابورک، پنج‌گاه، پسندیده
- خانوادهٔ مقام عشاق: عشاق (و دوگاه-مایه)، بیاتی، نوا، طهیر، عجم، بیاتی عربان، کارجیغار، اصفهان، نیشابور، حسینی، محیر، گلزار، گردانیه (شامل سلمک و دلنشین)، صبا
- خانوادهٔ مقام سه‌گاه: سه‌گاه (و سه گاه-مایه و هفت‌گاه)، حزام، عراق، اویج[ض]، فرحناک، مستعار، بسته‌نگار، راحت الارواح
- خانوادهٔ مقام بوسلیک: بوسلیک (و شهناز-بوسلیک)، نهاوند، یگاه سلطانی، فرح‌افزا، ارزبار[ط]
- خانوادهٔ مقام کردی: کردی (و اشک‌افزا، و فرح‌نما)، حجازکار کردی، محیر کردی، عجم کردی، عربان کردی، محیر سمبله (و سمبله)، صبا-زمزمه
- خانوادهٔ مقام عجم عشیران: عجم عشیران (و چهارگاه، و شوق‌آور)، ماهور، زاول[ظ] (زابل؟)
- خانوادهٔ مقام حجاز: حجاز، همایون، عزال، سوز دل، شهناز، حجازکار، سوزناک، اوج‌آرا، عربان، شد عربان، دوگاه سنتی
- خانوادهٔ مقام نکریز: نکریز، نوا اثر[ع] (و رنگ دل)، شوق‌افزا (و نسخهٔ قدیمی‌تر چهارگاه، و شوق طرب)، دوگاه جدید

با این حال نویسنده تأکید می‌کند که تقسیم‌بندی او از مقامات، با روشی که حسن سعدالدین آرل به کار برده سازگار نیست، چرا که ۱۴ مورد از این مقام‌ها از نظر آرل حاصل بالاتر یا پایین‌تر بردن یکی دیگر از مقام‌ها هستند (مثلاً عجم عشیران و چهارگاه فواصل یکسان دارند و با بالا یا پایین بردن یکی دیگری به دست می‌آید). از سوی دیگر، این ۵۳ مقام احتمالاً تنها بخشی از تمام مقام‌هایی هستند که در طول تاریخ موسیقی ترکی شناخته شده بوده‌اند. برای مثال، مجموعهٔ مقام‌هایی که «فکرت کوتلوغ» فهرست کرده و توسط بسیاری از نظریه‌پردازان به عنوان کامل‌ترین فهرست موجود شناخته می‌شود، حاوی جزئیاتی در مورد ۲۱۹ مقام است. با این حال ادرر حدس می‌زند که احتمالاً تمام این مقام‌ها در یک زمان متداول نبوده‌اند و برخی در طول زمان در هم ادغام یا از هم منشعب شده‌اند، و در هر دوره تنها چیزی حدود ۳۰ تا ۶۰ مقام رایج بوده و عده‌ای مقام نادر نیز شناخته می‌شده است.

## موسیقی عربی
پیدا کردن منبعی که مقام‌هایی که مطلقاً عربی هستند (و مثلاً ترکی یا ایرانی نیستند) را ذکر کرده باشد دشوار است و بین منابع در مورد نامگذاری و طبقه‌بندی مقام‌ها اختلاف است. تا اواخر قرن هجدهم، طبقه‌بندی مقام‌ها به صورت شفاهی تدریس می‌شد و شامل هفت مقام اصلی و بیست مقام مختلف بود. در اوایل قرن نوزدهم تئوری موسیقی عربی وارد عصر نوین خود شد و طبقه‌بندی‌های جدیدی از مقام‌ها ارائه شد. در مفصل‌ترین طبقه‌بندی که در حوالی ۱۸۴۰ میلادی در سوریهٔ امروزی تألیف شد، نود و پنج مقام برشمرده شده است و گمان می‌رود که بزرگی این عدد ناشی از آن باشد که موسیقی سوریه هم از موسیقی عربی و هم از موسیقی ترکی اثر پذیرفته بود. در اواخر قرن نوزدهم، در تئوری نوین موسیقی در مصر نیز تعداد مقام‌ها افزایش یافت، که برخی از مقام‌های «جدید» از موسیقی ترکی وارد شده بودند.

### گام پایه
در طی تحولات تئوری موسیقی عربی که در اواخر قرن هجدهم و اوایل قرن نوزدهم میلادی رخ داد، یک گام پایه (به عربی: ديوان) برای موسیقی عربی تعریف شد که در آن نت‌های سوم و هفتم گام، هر کدام یک ربع پرده پایین‌تر از گام ماژور غربی هستند؛ به این نت‌ها اصطلاحاً «نیم بمل» (به عربی: نصف بيمول، به انگلیسی: half-flat) گفته می‌شود. برای نت‌های این گام که به «هفت نت اصلی» نیز شناخته می‌شدند، نام‌هایی به قرار زیر به کار گرفته می‌شد: راست، یکاه، دوکاه، سكاه، جهارکاه، نوا، حسینی، و اوج. از این میان پنج نام اول ریشه در زبان فارسی دارند (دوگاه، سه‌گاه و چهارگاه) و الباقی ریشه در زبان عربی. نام چهار نت اول اشاره به موقعیت دست روی ساز دارد (موقعیت اول که یک‌گاه باشد را راست می‌نامند، و موقعیت‌های پنجم به بعد را که پنج‌گاه، شش‌گاه و هفت‌گاه باشند در موسیقی عربی نامی دیگر می‌دادند). در متون قرن نوزدهم، مفهوم «گاه» (موقعیت دست روی ساز) و مفهوم «مقام» در موسیقی عربی یکی دانسته می‌شد.

گام پایهٔ موسیقی عربی.

جالب توجه است که در مصر، به نت هفتم به جای «اوج»، «عراق» می‌گفتند؛ برخی نیز از نام «مقلوب» برای توصیف آن استفاده می‌کردند. بعدها نام «اوج» تبدیل به نام رسمی برای نت هفتم شد، و از نام «عراق» برای توصیف نتی که قبل از راست می‌آید (نت زیرپایه) استفاده کردند. همچنین برای برخی نت‌های درجه‌های بالاتر یا پایین‌تر هم نام‌های متفاوتی استفاده می‌شد، مثلاً برای نتی که دو درجه پایین‌تر از نت اول گام است، نام عشیران، و برای نتی که یک اکتاو بالاتر از دوکاه بود نام مُحَیَّر به کار می‌رفت. اولین درجاتی که به جای نام شماره‌ای، نام دیگری برایشان استفاده شد، «راست» و «حسینی» بودند.
بر اساس درجات گام پایهٔ موسیقی عربی، هفت مقام اصلی تعریف می‌شدند که همنام درجه‌ای بودند که از آن شروع می‌شدند (مثلاً مقامی که از درجهٔ ششم شروع می‌شد، مقام حسینی نام می‌گرفت). در این میان، مقام راست مقامی بود که درجاتش دقیقاً با گام پایهٔ موسیقی عربی مطابقت داشت. به این مقام در متون معاصر، «گام راست» (به عربی: سُلَّم الراست) نیز گفته می‌شود. به نت پایه در این گام‌ها، اصطلاحاً «قرار» یا «اساس» گفته می‌شود و عموماً این نت، جایی بود که ملودی به آن بازمی‌گشت و در آن متوقف می‌شد (نت ایست).
با این حال برخی نظریه‌پردازان، شروع گام پایه از درجهٔ «راست» را نمی‌پسندیدند بلکه گام را از سه درجه پایین‌تر شروع می‌کردند. به بیان دیگر، برخلاف گام پایه که از نت دو شروع می‌شد، گامی دیگر تعریف می‌کردند که از نت سل قبل از آن شروع می‌شد. در این روش برای سه نتی که قبل از درجهٔ «راست» می‌آمدند (سی، لا و سل) به ترتیب نام‌های عراق، عُشَیران و یکاه استفاده می‌شد (که یعنی معنای «یکاه» تغییر می‌یافت تا با درجهٔ اول این گام جدید، یعنی نت سل مطابقت کند). در این روش، گام پایه از سمت دیگر نیز ادامه داده می‌شد تا به نت سل بعدی برسد و مجموعاً دو اکتاو را پوشش بدهد؛ به اکتاو اول «الديوان الاول» گفته می‌شد و به اکتاو دومی «الديوان الثاني». هدف از این کار آن بود که گسترهٔ صوتی بیشتری پوشش داده شود و این گستره با صدای بیشتر خوانندگان هم مطابقت داشته باشد. با این حال، احتمال دارد که این تغییرات بیشتر متأثر از موسیقی ترکی باشند، چرا که نام‌های یکاه، عشیران و عراق پیش از این دوره در موسیقی ترکی به کار می‌رفت.
به جز تعریف رایج گام پایه که در آن درجهٔ اول گام یا راست، معادل نت دو دانسته می‌شد، تعریف دیگری از آن نیز تا اوایل قرن بیستم وجود داشت که در آن درجهٔ اول گام را برابر نت سل می‌دانستند. برخی نظریه‌پردازان این روش را متأثر از موسیقی ترکی می‌دانستند که در آن درجهٔ پایه معادل سل دانسته می‌شد. اما در نهایت این روش در میانهٔ قرن بیستم منسوخ شد و تنها روشی که درجهٔ راست را برابر نت دو می‌دانست باقی ماند.

### مقام‌های فرعی
همچنان که بالاتر گفته شده گام پایه هفت درجه داشت؛ به این درجات «بَردَه» (معرب واژهٔ فارسی «پرده») هم گفته می‌شد و هفت مقام اصلی نیز تعریف می‌شد که هر کدام از یکی از این درجات شروع می‌شد. اما به جز این هفت مقام، مقام‌های دیگری نیز در تئوری موسیقی عربی تعریف می‌شدند. این مقام‌ها معمولاً در یک یا چند نت با یکی از مقام‌های هفت‌گانهٔ بالا تفاوت داشتند؛ مثلاً مقام بیاتی مانند مقام دوکاه است جز آنکه نت ششمش یک ربع پرده پایین‌تر است (مثلاً در گام بیاتی ر، نت ششم به جای آن که «سی نیم بمل» باشد، «سی بمل» است). یا مقام کرد و مقام بیاتی تنها تفاوتشان در این است که در مقام کرد درجهٔ دوم یک ربع پرده پایین‌تر است (مثلاً در گام کرد ر، نت دوم به جای «می نیم بمل»، «می بمل» است). در این قبیل موارد، نام نتی که وجه مشخصهٔ آن مقام است نیز معمولاً همنام مقام مربوط دانسته می‌شد مثلاً به نت می بمل «کرد» می‌گفتند چون وجه مشخصهٔ مقام کرد بود. در مجموع هفت مقام از این طریق تعریف می‌شد که به نت‌های مربوط به آن‌ها «ارّابات» (جمع «ارابه») یا «انصاف» (جمع «نصف») می‌گفتند.
برخی نت‌ها چند نام داشتند و از این رو مقام‌هایی مشابه با دو نام مختلف از آن‌ها به دست می‌آمد. در بعضی موارد دلیل اینکه دو نام برای یک نت استفاده می‌شد آن بود که بین نت‌های همصدا تمیز داده شود؛ مثلاً دو نت همصدای فا دیز و سل بمل، دو نام مختلف می‌گرفتند: به فا دیز حجاز گفته می‌شد و به سل بمل صبا نام می‌دادند. مقامی که از سل بمل شروع می‌شد هم طبعاً نام مقام صبا را می‌گرفت.
اگر چه در مورد بیشتر این درجات و مقام‌ها بین نظریه‌پردازان موسیقی عربی توافق بوده اما در دو مورد اختلاف نظر وجود داشته. درجه‌ای که بین «سی نیم بمل» (اوج) و نت دو (یک اکتاو بالاتر از راست، که به آن کِردان می‌گفتند)، و اسمش «ماهور» بود را برخی دو ربع پرده بالاتر از درجهٔ قبلی در گام پایه تعریف می‌کردند (دو ربع پرده بالاتر از سی نیم بمل، که می‌شود سی نیم دیز)، اما برخی تنها یک ربع پرده بالاتر (که می‌شود سی بکار). به همین شکل، درجهٔ بین سكاه (می نیم بمل) و جهارکاه (فا) با نام «بوسلیک» (و گاهی با نام «عشاق») شناخته می‌شد و برخی آن را معادل می نیم دیز می‌دانستند و برخی دیگر معادل می. در طول تاریخ، روش دوم (که این نت‌ها را به صورت بکار تعریف می‌کرد) فراگیر شد و روش اول منسوخ گشت.
تمام آنچه در بالا گفته شد تنها چهارده نت از بیست و چهار نتی را که در هر اکتاو هست شامل می‌شد. ده نت باقی‌مانده نام مخصوص به خود نداشتند و بر اساس نت‌های مجاور تعریف می‌شدند: اگر از نزدیک‌ترین نت نامدار، ربع پرده بمتر بودند آنگاه پیشوند «نیم» می‌گرفتند و اگر از آن ربع پرده زیرتر بودند، پیشوند «تیک». مثلاً نتی که از حجاز (فا دیز) ربع پرده پایین‌تر بود «نیم حجاز» نام می‌گرفت و نتی که از حجاز ربع پرده بالاتر بود «تیک حجاز» نامیده می‌شد. این نت‌ها به اندازهٔ دو دسته نت قبلی (هفت نت گام پایه، و هفت نت ارابه) مهم نبودند و برخی نظریه‌پردازان معتقد بودند که فقط آن چهارده نت در عمل استفاده می‌شوند. نام و درجهٔ این چهارده نت در جدول زیر آمده است:
| نام درجه | راست | زیرکلاه / شهناز | دوکاه | کرد   | سكاه       | بوسلیک | جهاركاه | حجاز   | نوا | حصار   | حسینی | عجم    | اوج        | ماهور |
| نت معادل | دو   | دو دیز          | ر     | ر دیز | می نیم بمل | می     | فا      | فا دیز | سل  | سل دیز | لا    | لا دیز | سی نیم بمل | سی    |

برخلاف مقام‌های اصلی که هم از نظر فواصل با هم تفاوت دارند و هم از نظر درجه‌ای از گام پایه که در آن شروع می‌شوند، این دو شرط برای تمام مقام‌های فرعی مصداق ندارد؛ مثلاً مقام هزام به صورت «می نیم بمل، فا، سل، لا بمل، سی، دو، ر» تعریف می‌شود؛ ولی اگر همین فواصل، اگر از نت «سی نیم بمل» شروع شوند، نام راحت الارواح برای آن مقام به کار می‌رود. مثال دیگر مقام حجاز کار است که بر پایهٔ نت دو تعریف می‌شود، اما اگر از ر آغاز شود شهناز، اگر از سل آغاز شود شت عربان، اگر از لا آغاز شود سوز دل، اگر از فا آغاز شود چهارگاه ترکی، و اگر از سی نیم بمل آغاز شود اوج آرا نامیده می‌شود.

### اجناس
| جنس     | نت‌های شاخص                | فواصل (به ربع پرده) | اندازهٔ کل جنس (به ربع پرده) |
| ------- | ------------------------- | ------------------- | --------------------------- |
| راست    | دو، ر، می نیم بمل، فا     | ۴-۳-۳               | ۱۰                          |
| بیاتی   | ر، می نیم بمل، فا، سل     | ۳-۳-۴               | ۱۰                          |
| سکاه    | می نیم بمل، فا، سل        | ۳–۴                 | ۹                           |
| صبا     | ر، می نیم بمل، فا، سل بمل | ۳-۳-۲               | ۸                           |
| عجم     | سی بمل، دو، ر، می بمل     | ۴-۴-۲               | ۱۰                          |
| نهاوند  | دو، ر، می بمل، فا         | ۴-۲-۴               | ۱۰                          |
| کرد     | ر، می بمل، فا، سل         | ۲-۴-۴               | ۱۰                          |
| نوا اثر | دو، ر، می بمل، فا دیز، سل | ۴-۲-۶-۲             | ۱۴                          |
| حجاز    | ر، می بمل، فا دیز، سل     | ۲-۶-۲               | ۱۰                          |

در موسیقی عربی، هر یک از مقام‌ها در واقع ترکیبی از دو دانگ است که به آن‌ها جنس می‌گویند. به دو دانگی که یک مقام را تشکیل می‌دهند اصطلاحاً «جنس پایین» و «جنس بالا» گفته می‌شود. در عین حال، هر مقام می‌تواند شامل اجناس فرعی نیز باشد که از برهم کنش دو جنس اصلی به دست می‌آیند. در طبقه‌بندی‌های رایج در دوران معاصر، بین نه تا یازده جنس اصلی تعریف می‌شود. به جز این‌ها، اجناس دیگری هم وجود دارند که ندرتاً در مقام‌های نارایج استفاده می‌شوند؛ جمعاً بین ۱۷ تا ۳۰ جنس در طبقه‌بندی‌ها مختلف ذکر شده است.
در تقسیم‌بندی نه‌گانه، خانواده‌های مقام عبارتند از: راست، بیاتی، سکاه (سه‌گاه)، صبا، عجم، نهاوند، کرد، نوا اثر، و حجاز. سه مورد اول به‌طور طبیعی در گام پایه دیده می‌شوند (با شروع از درجات اول تا سوم گام پایه). همچنین این سه جنس در درجات بعدی گام پایه نیز تکرار می‌شوند (با شروع از درجهٔ پنجم). تمام این دانگ‌ها متشکل از چهار نت هستند، به جز سکاه که متشکل از سه نت است، و نوا اثر که متشکل از پنج نت است.
| جنس  | نت‌های شاخص                    | فواصل (بر حسب ربع پرده) |
| ---- | ----------------------------- | ----------------------- |
| هزام | می نیم بمل، فا، سل، لا بمل    | ۳-۴-۲                   |
| عراق | سی نیم بمل، دو، ر، می نیم بمل | ۳-۴-۳                   |
| سکاه | می نیم بمل، فا، سل، لا        | ۳-۴-۴                   |

در تقسیم‌بندی یازده‌گانه، آنچه به عنوان سکاه با دانگ سه نتی تعریف شده بود، به سه دانگ چهارنتی شکسته می‌شود که یکی کماکان سکاه نامیده می‌شود و دو تای دیگر هزام و عراق نام می‌گیرند.
در هر دوی این تقسیم‌بندی‌ها، بیشتر اجناس اندازه‌ای برابر با ۱۰ ربع پرده، یا همان چهارم درست دارند. به این‌ها اصطلاح «اجناس تامّة» (اجناس درست) گفته می‌شود. به اجناسی که اندازه‌شان کمتر از چهارم درست است لفظ «اجناس ناقصة» گفته می‌شود و به بقیه که اندازه‌شان بزرگتر از چهارم درست است «اجناس زائدة» نام داده می‌شود.
مانند گوشه‌ها در مقام‌های ایرانی، اجناس در مقام‌های عربی توالی‌هایی از چند نت متوالی هستند؛ اما برخلاف گوشه‌ها که شامل دو تا هشت نت می‌شوند، اجناس با استفاده از سه تا پنج نت تعریف می‌شوند. در حالت کلی اجناس با سه نت تعریف می‌شوند مگر زمانی که سه نت برای تعریف‌شان کافی نباشد (برای نمونه تفاوت عجم و چهارگاه را نمی‌توان فقط با سه نت فهمید و باید نت چهارمی به کار رود، یا نوا اثر را نمی‌توان با کمتر از پنج نت تعریف کرد). اجناس پنج نتی را «عقد» (یا در حالت جمع، «عقود») هم می‌نامند.

### خانواده‌های مقام
| خانواده      | مقام‌ها |
| ------------ | --- |
| عجم          | عجم، عجم عشیران، جهارکاه، شوق‌افزا، شوق‌آرا، طرز جدید، تبریز                                                                                           |
| سکاه (سه‌گاه) | سكاه (سکاه ترکی)، هُزام (سکاه عربی)، عراق، سکاه غریب، مُستعار، راحت‌الارواح، سكاه بلدی، بسته نِکار (بسته‌نگار)، بسته اصفهان، اوج، مایه                    |
| بیاتی        | بیاتی، بیاتی شوری (قارجیغار)، بیاتی عربان، بیاتی سلطان، بیاتین،‌ حسینی، حسینی عُشَیران، بیاتی عشیران، بوسلیک عشیران، نَهُفت، محیر، عشاق ترکی، اصفهان، نوا |
| نهاوند       | نهاوند، نهاوند کبیر، نهاوند مُرَصّع (نهاوند سنبله)، بوسلیک، فرح‌افزا، عشاق مصری، سلطانی یکاه، دلکشیده، محیر بوسلیک، حسینی بوسلیک                         |
| راست         | راست، ماهور، نِیروز، سوزناک، سوزدلارا (شورک)، کِردان، یکاه (یک‌گاه)، مجلس‌افروز، نیشابورک، دلنشین، شرف نما، رهاوی                                        |
| حجاز         | حجاز، حجاز کار، حجاز همایون، حجاز غریب، حجازَین، شدّ عَرَبان (شط عربان)، شهناز، سوز دل، زنجران (زنگوله)، جهارکاه ترکی (چهارگاه ترکی)                     |
| صبا          | صبا، صبا بوسلیک، صبا زمزم |
| کُرد          | کرد، حجاز کار کرد، لامی، طرز نوین، شوق طرب |
| نوا اثر      | نوا اثر، اثر کرد، نَکریز (نیریز)، حصار، بسندیده (پسندیده)                                                                                             |

در تقسیم‌بندی‌های معاصر، مقام‌های موسیقی عربی ذیل نه تا یازده خانواده (به عربی: فصيلة) برشمرده می‌شوند. در تقسیم‌بندی‌های رایج، هر خانواده شامل مقام‌هایی است که همگی در دانگ اولشان (جنس پایین) با هم مشترک هستند، و نام آن خانواده بر اساس آن مقام اصلی انتخاب می‌شود که با چنین جنسی آغاز می‌شود. اهمیت جنس پایین در تعریف مقام چنان است که به آن الجنس المستقیم یا الجنس الاصل نیز گفته می‌شود. تقسیم‌بندی مقام‌ها بر اساس جنس پایین، از سال ۱۹۳۳ در متون ثبت شده است.
در تقسیم‌بندی نه‌گانه، خانواده‌های مقام عبارتند از: راست، بیاتی، سکاه، صبا، عجم، نهاوند، کرد، نوا اثر، و حجاز. هر خانواده شامل چند مقام دیگر نیز می‌شود و برای تعریف این مقام‌ها، هم یک گام کامل ارائه می‌شود و هم آن گام به اجناس تشکیل دهنده‌اش تجزیه می‌شود؛ مثلاً مقام بیاتی متشکل از جنس بیاتی + جنس نهاوند است.

اجناس تشکیل‌دهندهٔ مقام بیاتی

دلیل کاهش مقام‌ها به چند خانوادهٔ اصلی، آن دانسته می‌شود که آموزش مجموعه‌ای بزرگ از مقام‌ها برای هنرجویان در دوران معاصر دشوار و خسته‌کننده بوده و روحیهٔ فراگیری موسیقی در آنان را تضعیف می‌کند.
حتی در حوزهٔ مقام‌های فرعی هم بسیاری از مدرسان موسیقی عربی به جای این که تمام مقام‌ها را پوشش بدهند، به بیست و چند تا سی و چند مقام اکتفا می‌کنند.
برخی از نظریه‌پردازان، تعداد کمتر یا بیشتر از نه خانوادهٔ مقام بر می‌شمرند. یک تقسیم‌بندی متداول، تقسیم‌بندی مقام‌ها در یازده خانواده است که ناشی از جدا کردن سکاه، هزام و عراق به سه خانوادهٔ جداگانه است. از سوی دیگر، حبیب حسن توما مقام‌های صبا و بیاتی را که به هم نزدیک هستند، در یک خانواده قرار می‌دهد و کلاً هشت خانوادهٔ اصلی برمی‌شمرد؛ بسیاری از نوازندگان خاورمیانه نیز به نزدیکی این دوم مقام اعتقاد دارند. همچنین برخی برای مقام‌های نارایج نیز خانواده‌هایی جداگانه تعریف می‌کنند که تعداد کل خانواده‌ها را از ۱۱ بیشتر می‌کند؛ مثلاً برخی خانواده‌ای برای مقام مستعار (که جنس اول آن «می نیم بمل، فا دیز، سل» است) تعریف می‌کنند، یا برای مقام سازکار (با جنس اصلی «دو، ر دیز، می نیم بمل، فا») یک خانوادهٔ جدا تعریف می‌کنند.
اگرچه تمام اعضای یک خانوادهٔ مقام از نظر جنس اول با هم مشترک هستند، اما گاهی در ترتیب اجرای نت‌ها در همین جنس نیز با هم تفاوت دارند؛ مثلاً مقام‌های محیر، عشاق ترکی و بیاتی، همگی از نظر ساختار و فواصل مثل هم هستند اما در گذشته عشاق ترکی معمولاً در درجهٔ اول مقام آغاز می‌شده، محیر در درجهٔ هشتم (یک اکتاو بالاتر) و بیاتی در درجهٔ چهارم. با این حال، این نوع تقسیم‌بندی مقام‌ها از نظر مسیر اجرای نت‌ها، در تئوری مدرن موسیقی عربی کمابیش کنار گذشته شده است. (همچنین ببینید: گوشه (موسیقی) § ساختار) به جای آن، موسیقی‌دان‌های معاصر معمولاً فقط یک مقام برای هر ترکیب فواصل ریزپرده‌ای معرفی می‌کنند، و مقام‌هایی را که ساختار فواصلشان یکسان است در هم یک‌کاسه می‌کنند.

### تعداد مقام‌ها
بین منابع مختلف در مورد اینکه تعداد کل مقام‌ها در موسیقی عربی چند تاست اتفاق نظر وجود ندارد. اگر چه اکثرشان نه تا یازده مقام اصلی (منطبق بر اجناس نه تا یازده‌گانهٔ اصلی) بر می‌شمرند، اما برخی منابع تا ۱۱۹ مقام مختلف را نام می‌برند و برخی دیگر معتقدند که فقط ۸ تا از مقام‌ها در عمل کاربرد دارند. همچنین بین تعداد مقام‌هایی که خوانندگان بر می‌شمرند، با تعدادی که نظریه‌پردازان تئوری موسیقی بر می‌شمرند، تفاوت هست.
عامل دیگری که تعیین تعداد کل مقام‌ها را دشوار می‌کند آن است که این تعداد در طول تاریخ ثابت نیست. برای مثال میخائیل مشاقه از ۴۵ مقام نام می‌برد که زمانی در موسیقی سوریه متداول بوده اما امروزه دیگر به کار نمی‌رود. همچنین مقام‌های جدیدی نیز در طول زمان از موسیقی ترکی به موسیقی عربی راه یافته‌اند. برخی از این مقام‌ها، در موسیقی ترکی «اختراع» شده‌اند، یعنی یا پیش از آن وجود نداشته‌اند یا موسیقی‌دان‌ها ترک مقام‌هایی را که مهجور بوده‌اند دوباره زنده کرده‌اند. برای مثال، اختراع مقام‌های فرح‌افزا و سوزناک را به وارداکوستا احمد آقا، ایجاد مقام‌های نوا اثر، صبا بوسلیک و سلطانی یکاه به اسماعیل دده افندی و ابداع مقام‌های سوزدلارا، شوق‌افزا، پسندیده، حجازین و اوج آرا به سلیم سوم نسبت داده می‌شود.
دست آخر این که تمام مقام‌ها در همه‌جای سرزمین عرب و برای همهٔ انواع موسیقی به کار نمی‌روند. برای مثال، قاریان قرآن معمولاً به گروهی از مقام‌ها با نام «مقام‌های مکّی» اشاره می‌کنند که تنها شامل دوگاه، سه‌گاه، چهارگاه، پنج‌گاه، رکبی و مایه است.

### جابه‌جایی بین مقام‌ها
مبحث پرده‌گردانی (مدولاسیون) بین مقام‌های مختلف تقریباً توسط تمام نظریه‌پردازان موسیقی عربی نادیده گرفته شده است. مقام‌ها بیشتر به عنوان یک مفهوم مستقل و جدا تعریف می‌شوند و در مورد روش‌هایی که می‌توان از یک مقام به مقامی دیگر رفت مستندات زیادی موجود نیست. در معدود مواردی که این موضوع مورد بحث بوده، از نام‌هایی نظیر «انتقال»، «تحویل» یا «تغییر» مقام برای توصیف آن استفاده شده است. با این حال متون مربوط به تئوری موسیقی عربی از سدهٔ سیزدهم به این سو همگی راجع به اهمیت تغییر مقام در موسیقی عربی بحث کرده‌اند، و اجرای آن را نشانه‌ای از توانمندی یک خواننده دانسته‌اند، تا آنجا که حتی برخی آن را مهم‌ترین جنبهٔ زیبایی‌شناختی موسیقی عربی نامیده‌اند. در آثار خوانندگان معاصر نیز تغییر مقام بسیار دیده می‌شود؛ برای مثال ترانهٔ «رباعیات خیام» به خوانندگی ام کلثوم در مقام راست خوانده شده اما در بخشی‌هایی به مقام‌های سوزناک، بیاتی، حجاز، و هزام نیز ورود می‌کند.
به‌طور کلی، تغییر مقام در دو شکل می‌توان رخ بدهد. شکل اول، تغییر بین مقام‌هایی است که نت پایه مشترک دارند (مثلاً از مقام راستِ دو به مقام سوزناکِ دو، که هر دو درجهٔ اولشان نت دو است). این شکل خود می‌تواند بین دو مقام باشد که جنس اولشان کاملاً برهم منطبق است (مثال راست و سوزناک)، یا بین دو مقام که جنس اولشان با هم تفاوت‌هایی دارد (مثلاً بین راستِ دو و نهاوندِ دو). شکل دوم، تغییر بین دو مقام است که درجهٔ اولشان برهم منطبق نیست. این شکل معمولاً از طریق درجهٔ پنجم مقام اول (که با نام غماز نیز شناخته می‌شود) رخ می‌دهد؛ این نت که درجهٔ اولِ جنس دوم مقام مبدأ است، می‌تواند درجهٔ اولِ جنس اول مقام مقصد نیز باشد.
به جز تقسیم‌بندی بالا، تغییر مقام از چند جهت دیگر نیز تقسیم‌بندی شده است. تغییر مقام می‌تواند دفعی باشد یا تدریجی؛ تغییرات دفعی معمولاً برای نشان دادن تضاد بین دو مقام به کار می‌روند، مثلاً از مقام بیاتی به صبا، با جهش از نت پایهٔ بیاتی (ر) به درجهٔ سوم صبا (فا). همچنین تغییر مقام می‌تواند گذرا باشد یا کامل؛ این تقسیم‌بندی بر اساس مدت زمانی است که در مقام دوم سپری می‌شود. دست آخر این که برخی موسیقی‌دانان تغییر مقام را به دو دستهٔ رایج و نادر تقسیم‌بندی می‌کنند؛ موارد رایج معمولاً به مقامی دیگر هستند که درجهٔ اولش با مقام مبدأ مشترک است، در حالی که موارد نادر معمولاً به مقامی دیگر هستند که به درجه‌ای بالاتر یا پایین‌تر جابه‌جا شده است (مثلاً از راستِ دو به سه‌گاهِ دو).
اگر چه قواعد مشخصی برای تغییر مقام‌ها در متون تئوری موسیقی عربی نیامده، اما بیشتر موسیقی‌دانان توافق دارند که در هر مقام، معمولاً یک یا دو «نت محوری» وجود دارد که «در» ورود به مقام‌های دیگر هستند؛ به این نت‌ها معمولاً «باب» (به عربی به معنای در یا ورودی) گفته می‌شود. برای مثال، در بیشتر مقام‌های مبتنی بر نتِ ر (خانوادهٔ بیاتی) و مقام عجم عشیران (مبتنی بر سی بمل)، نت سی بمل نت ورودی دانسته می‌شود. با تمرکز روی سی بمل (که گاهی پیش از آن نت لا هم نواخته می‌شود) نوازنده می‌تواند زمینه‌ای فراهم کند تا با پایین رفتن به ترتیب «سی بمل، لا، سل، فا، می نیم بمل، ر» به مقام‌های خانوادهٔ بیاتی ورود کند، یا با پایین رفتن به ترتیب «سی بمل، لا، سل بمل، فا، می نیم بمل، ر» به مقام صبا برسد، یا با کمک توالی «سی بمل، لا، سل، فا، می بمل، ر» به مقام عجم عشیران راه یابد.

### نت‌نویسی
تحولاتی که در تئوری موسیقی عربی از سدهٔ هجدهم تا بیستم میلادی رخ داد، منجر به ایجاد روش‌های مناسب برای نت‌نویسی مقام‌ها در موسیقی عربی شد. یکی از این تحولات، به کار گرفتن نمادهایی برای ریزپرده‌های «نیم بمل» و «نیم دیز» است؛ برخی منابع ابداع این نشان‌ها را به منصور عوض، موسیقی‌دان مصری نسبت می‌دهند که در سال ۱۹۲۰ در کتابی این دو نشان را پیشنهاد کرده بود، اما برخی منابع دیگر نشان می‌دهد که ریشهٔ حقیقی این نشان‌ها در متون فرانسوی یا ترکی باشد.
برای نوشتن علایم عرضی در سر کلید، روش‌های مختلفی رایج است. محمد صلاح الدین در این زمینه نقش مهمی ایفا کرد، چرا که روشی پیشنهاد کرد که برای نمایش تمام مقام‌ها تنها از چهار علامت سر کلید استفاده می‌کرد. این چهار مورد عبارتند بودند از علایم سر کلید راست (سی نیم بمل و می نیم بمل)، بیاتی (سی بمل و می نیم بمل)، عجم عشیران (سی بمل و می بمل)، و نهاوند (سی بمل، می بمل، و لا بمل). در این روش برای بقیهٔ مقام‌ها، نزدیک‌ترین کلید استفاده می‌شود و بقیهٔ علایم عرضی لازم در کنار هر نت نوشته می‌شوند. این روش در کشورهای مختلف رواج گسترده‌ای داشته است، اما گاهی کلیدهای دیگری نیز در موسیقی عربی معاصر دیده می‌شود (مثلاً سی بمل، می بمل و فا دیز برای مقام حجاز).

## واژه‌نامه
1. ↑  tiao
2. ↑  sho
3. ↑  jo
4. ↑  dieu
5. ↑  güçlü
6. ↑  Karcığar
7. ↑  cazibe
8. ↑  kaba
9. ↑  nim
10. ↑  dik
11. ↑  tiz
12. ↑  yerinde
13. ↑  dügâhta rast
14. ↑  durak
15. ↑  gevest
16. ↑  zirgüle
17. ↑  eviç
18. ↑  Eviç
19. ↑  Arazbar
20. ↑  Zavil
21. ↑  Nev'eser
22. ↑  Fikret Kutluğ
23. ↑  Vardakosta Ahmad Aha
24. ↑  Ismail Dede Efendi
25. ↑  Salim III